# Ljubav kad prestane
Ljubav kad prestane är Indira Radićs tolfte studioalbum, utgiven på Grand Production, 2005.

## Låtlista
1. Ljubav kad prestane (När kärleken stoppar)
2. April
3. Hvala što nisi (Tack för att du)
4. Rodni kraj (Hemstad)
5. Kletva (Förbannelse)
6. Maline (Hallon)
7. Sedam smrtnih grehova (De sju dödssynderna)
8. Uvek sam loša prvi put (Jag är alltid dålig för första gången)
9. Deset devet tri dva jedan (Tio, nio, tre, två, ett)
10. Kazna za bezobrazne (Straffet för stygga)